# Witold Niedźwiecki
Witold Niedźwiecki (ur. 15 czerwca 1929 w Sieńkańcach na Wileńszczyźnie, zm. 15 listopada 2005 w Gorzowie Wielkopolskim) – polski prozaik i reportażysta.

## Życiorys
W czasie wojny służył w Armii Krajowej. W latach 1944–1945 był członkiem ZPP. W 1946 roku wraz z rodziną zamieszkał w Kamiennej Górze. Ukończył filologię polską na Uniwersytecie Wrocławskim oraz Studium Ekonomiczno-Organizacyjne PTE.
Debiutował w 1959 roku na łamach czasopisma „Nowiny” (Zielona Góra). Był redaktorem miesięcznika „Odra” oraz redaktorem naczelnym „Nowin Jeleniogórskich”. Od 1971 roku członek Związku Literatów Polskich.

### Życie prywatne
Od 1978 roku mieszkał w Gorzowie Wielkopolskim. 

## Nagrody i wyróżnienia
Laureat Lubuskiego Wawrzynu Literackiego 2004 za książkę Sodoma czyli Apokryfy Starego Testamentu.

## Twórczość
- Kręte ścieżki
- Droga do Somosierry
- Odnaleźć siebie
- Dowódca umarłych okrętów
- Sahara
- Brama Pomorska